# Pont de pedra de Santes Creus
El Pont de pedra de Santes Creus és un pont del municipi d'Aiguamúrcia (Alt Camp) que forma part de l'Inventari del Patrimoni Arquitectònic de Catalunya.

## Descripció
El pont està situat a l'entrada del poble de Santes Creus, per la carretera de Tarragona al Pont d'Armentera. És un pont construït en pedra vista, d'arc de mig punt. El pes es transmet obliquament per forces de compressió a cadascun dels extrems situats a banda i banda del riu Gaià. Té dues baranes de pedra picada a la banda superior, a ambdós costats de la carretera. A la darrera filada al costat esquerre hi ha gravada la data de construcció (1549), entre la doble creu del monestir i l'escut de l'abat Jaume Valls.

## Història
Aquesta construcció civil té el seu origen en l'època medieval, quan el monestir de Santes Creus es trobava en ple desenvolupament. Durant la dictadura de Primo de Rivera, amb motiu de la realització de la carretera de Santes Creus al Coll de la Torre o de Santa Agnès, que enllaça amb la carretera de Tarragona al Pont d'Armentera justament en el lloc on es troba el pont de pedra, la Diputació de Tarragona va restaurar-lo, l'estiu de l'any 1927. L'heràldica ens remet a Jaume Valls (1534- 1560), abat que comissionà diverses obres com el Paalu reial, el claustre i la creu de terme que precedeix al pont.